# Kabardínskaia
Kabardínskaia - Кабардинская (rus) - és una stanitsa del krai de Krasnodar, a Rússia. Es troba als vessants septentrionals del Caucas occidental, a la riba del riu Pxix, a 19 km a l'oest d'Apxeronsk i a 72 km al sud-est de Krasnodar, la capital.
Pertany a aquest municipi la població d'Asfàltovaia Gorà.

## Història
Després de la derrota de l'iman Xamil l'any 1859, les operacions militars contra els pobles de la muntanya continuaren fins al 1864 en aquesta regió muntanyosa. A principis del 1864, es feu construir una fortalesa a la vora del riu Pxix. Després dels soldats, hi arribaren els colons. A finals de maig d'aquell any, hi arribaren emigrants de Batalpaixinskaia i Belometxétskaia a la nova stanitsa, que va rebre el nom de 80è Regiment Kabardià, que havia combatut a la zona. Aviat hi arribaren també colons de la Rússia central, així com de les famílies dels cosacs desmobilitzats, als quals se'ls recompensava amb terres als territoris conquerits. En aquell primer any moriren 84 persones a causa de la manca de mesures i recursos. La caça, la pesca, la ramaderia i les artesanies de fusta eren les ocupacions principals dels colons. El 1895 s'hi construí la primera escola. El 1907 arribà el ferrocarril. El 1909 es projectà i s'inicià la construcció d'un oleoducte entre Xirvanskaia i Ekaterinodar, però el projecte s'abandonà l'any següent.
El març del 1920 quedava oficialment establert el poder soviètic a la regió. Tanmateix, l'agresta orografia, així com la poca nombrosa presència de l'Exèrcit Roig, propiciava que antics terratinents i guàrdies blancs es dediquessin al bandidatge, refugiant-se a la regió boscosa circumdant. S'hi enviaren tropes de reforç sota el comandament d'Arkadi Gólikov, que aconseguiren pacificar la regió el setembre d'aquell any. El 1924 s'hi construí una escola primària. El 1928 s'hi organitzaren onze kolkhozos. Durant la Segona Guerra Mundial, la vila fou ocupada l'agost del 1942 per les tropes de la Wehrmacht i alliberada el 27 de gener del 1943 per l'Exèrcit Roig. El 1950 l'stanitsa era electrificada i el 1954 s'hi inicià l'extracció de petroli.